# Phemeranthus rugospermus
Phemeranthus rugospermus är en källörtsväxtart som först beskrevs av Holzinger, och fick sitt nu gällande namn av Kiger. Phemeranthus rugospermus ingår i släktet Phemeranthus och familjen källörtsväxter. Inga underarter finns listade i Catalogue of Life.